# Dolichopus efflatouni
Dolichopus efflatouni är en tvåvingeart som först beskrevs av Octave Parent 1925.  Dolichopus efflatouni ingår i släktet Dolichopus och familjen styltflugor. Inga underarter finns listade i Catalogue of Life.